# Tithraustes latialbata
Tithraustes latialbata är en fjärilsart som beskrevs av Louis Beethoven Prout 1918. Tithraustes latialbata ingår i släktet Tithraustes och familjen tandspinnare. Inga underarter finns listade i Catalogue of Life.